# Sülldorf
Sülldorf o en baix alemany Sülldörp és un barri del districte d'Altona a l'oest de l'estat d'Hamburg a Alemanya, a la frontera occidental toca amb Slesvig-Holstein. A la fi de 2011 tenia 8 950 habitants a una superfície de 16,6 km².

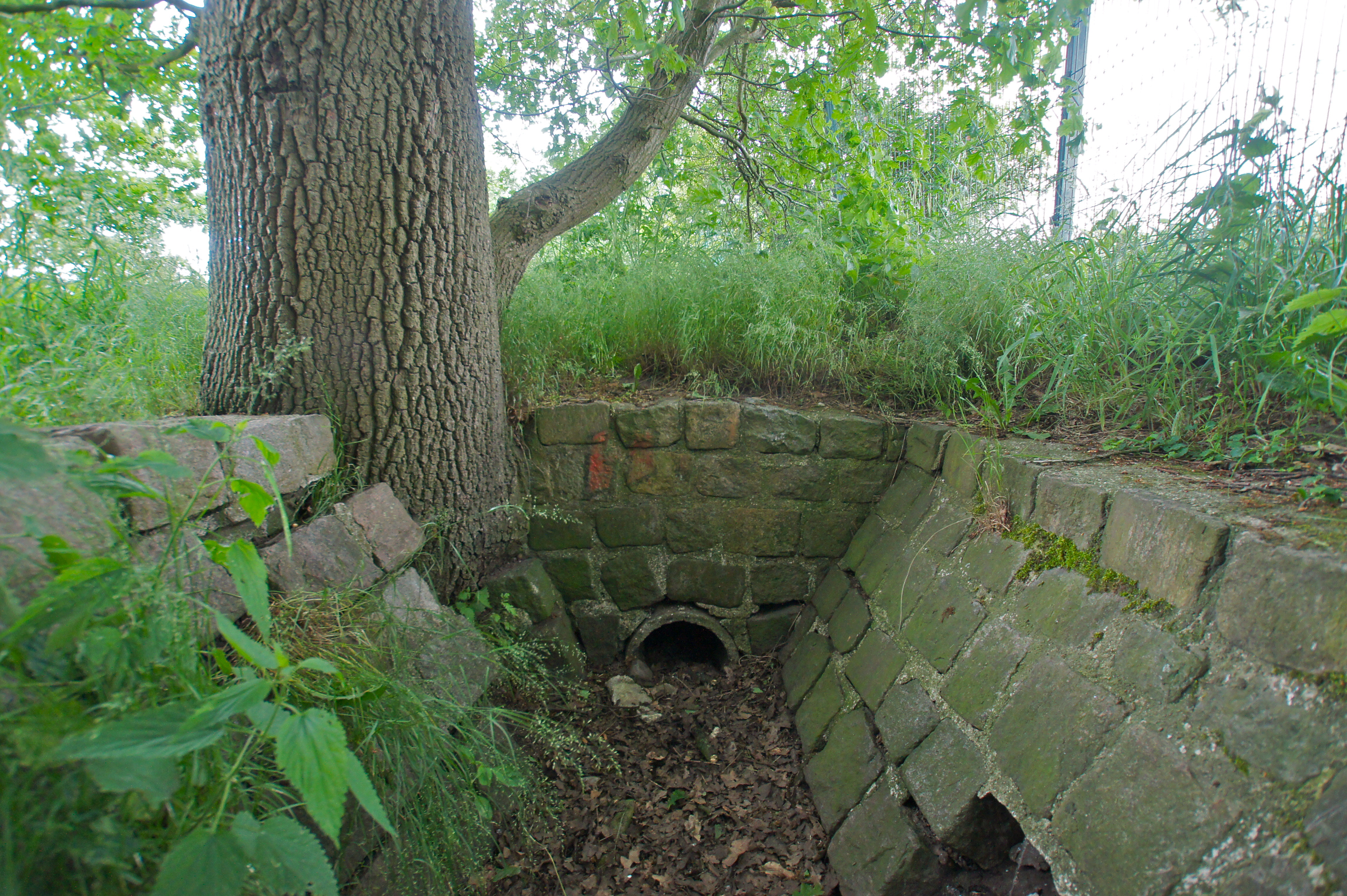
La font del Wedeler Au

El Wedeler Au hi neix i s'hi afegeixen els seus dos primers afluents: l'Ellernholtgraben i l'Schlankweggraben.

## Història

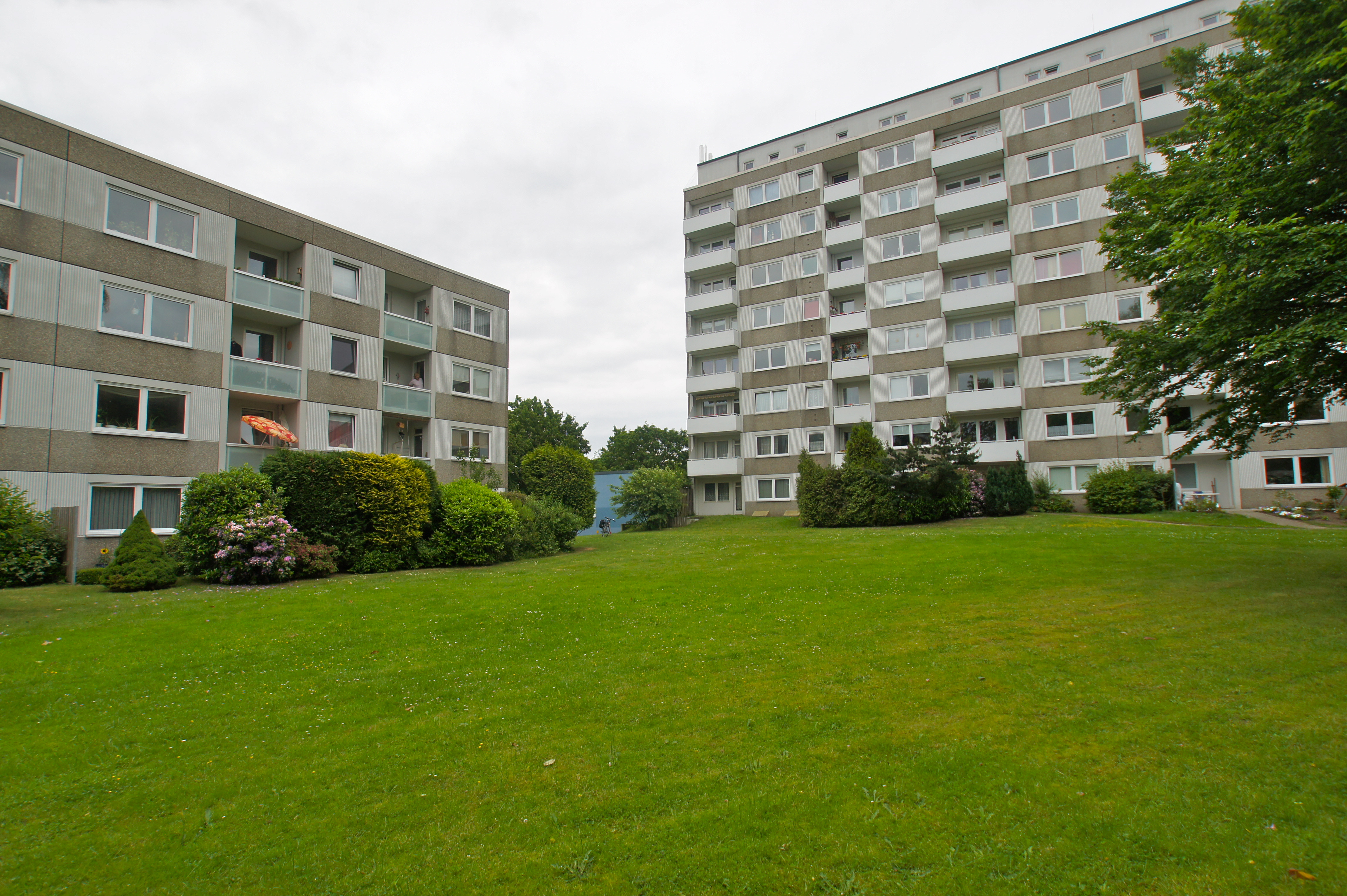
Urbanització moderna

Les traces d'ocupació semi-permanent més antigues daten del Neolític inicial. S'hi van trobar vàrios tipos d'artefactes de l'era de la cultura dels camps d'urnes: megàlits, urnes, túmuls, joies i el dólmen famós al carrer Spliethweg.

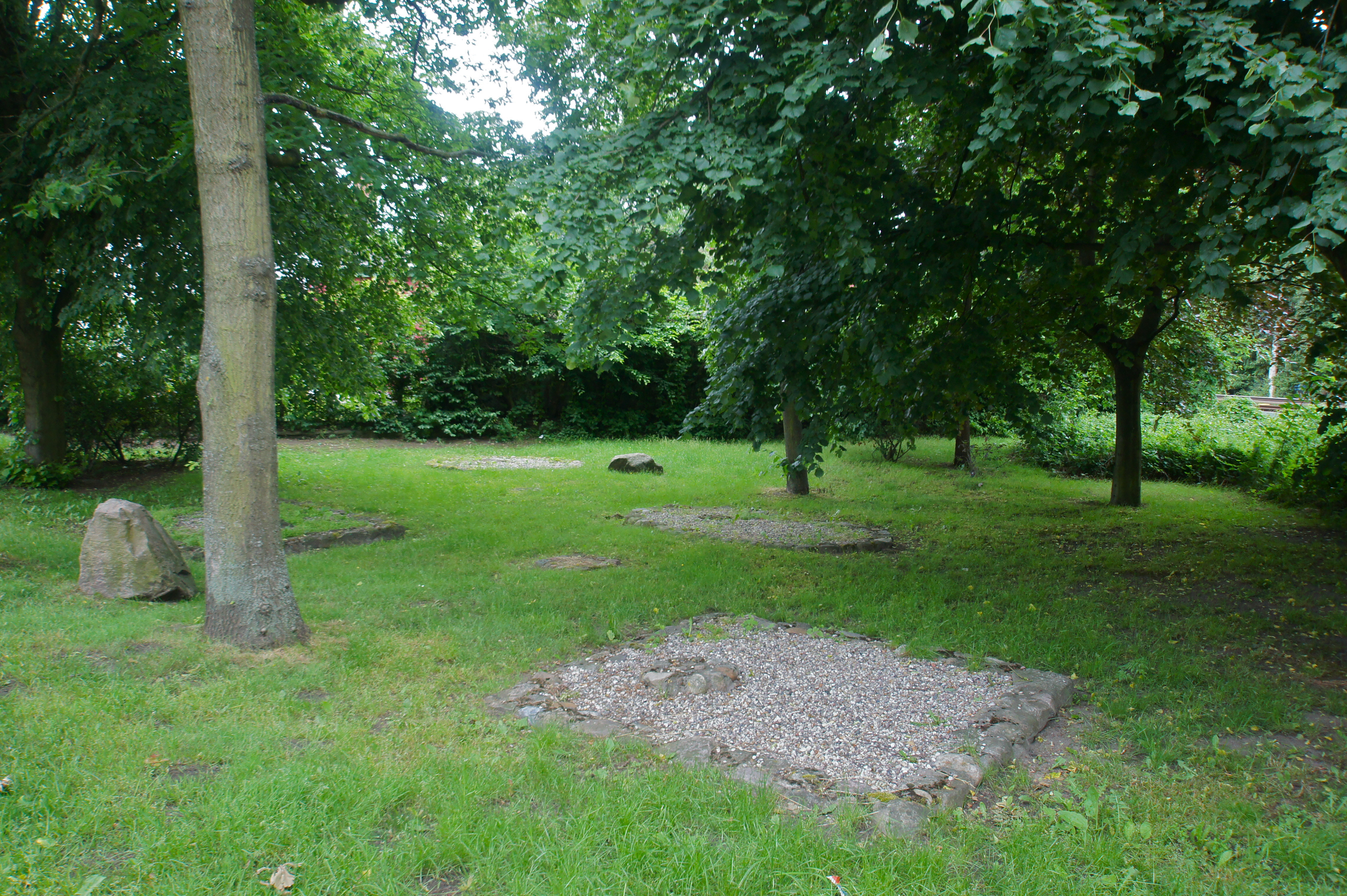
El camp d'urnes

El primer esment escrit Suldorpe data del 1256, en un document que estipula que dos masos complets del poble han de cedir la seva producció al capítol d'Hamburg. El sufix -dorpe o -dorf significa poble, quant al prèfic Süll els experts difereixen, podrie significar bassiot, com que la zona en tenia molts, o seria el nom de la cresta del geest, un prèfix que hom troba també al Süllberg (berg = mont). Al poble, dins de la senyoria de Pinneberg tenia el 1666 només 8 masos complets. Després de la reorganització territorial sota el règim danès el 1803 tenia 203 habitants. El 1866, el poble passà sota dominació prussiana.
L'obertura d'una parada al ferrocarril Altona-Wedel el 1883 va contribuir a un modest creixement de la població, el 1900 el poble comptava 503 habitants. El 1927 el poble i els seus 1000 habitants va fusionar amb Altona. Després de l'Operació Gomorra (1943) i els bombardejos següents pels aliats, molts Hamburguesos sense sostre van establir-se a aquest endret més tranquil, que no tenia cap interès estratègic, i tenia 3900 habitants.
El 2012, la ciutat d'Hamburg va proposar un pla de protecció del casc del poble, al nord del ferrocarril, per tal de protegir el paisatge i d'evitar que la perspectiva als camps fos trencada per construccions contínues. És el darrere poble al territori de la ciutat hanseàtica que va mantenir la seva estructura típica d'un poble agrícola del geest. La urbanització moderna va realitzar-se fora d'aquest nucli en deixar quasi indemne el paisatge i la transició vers els prats i els boscs en dirrecció nord i oest.

## Economia

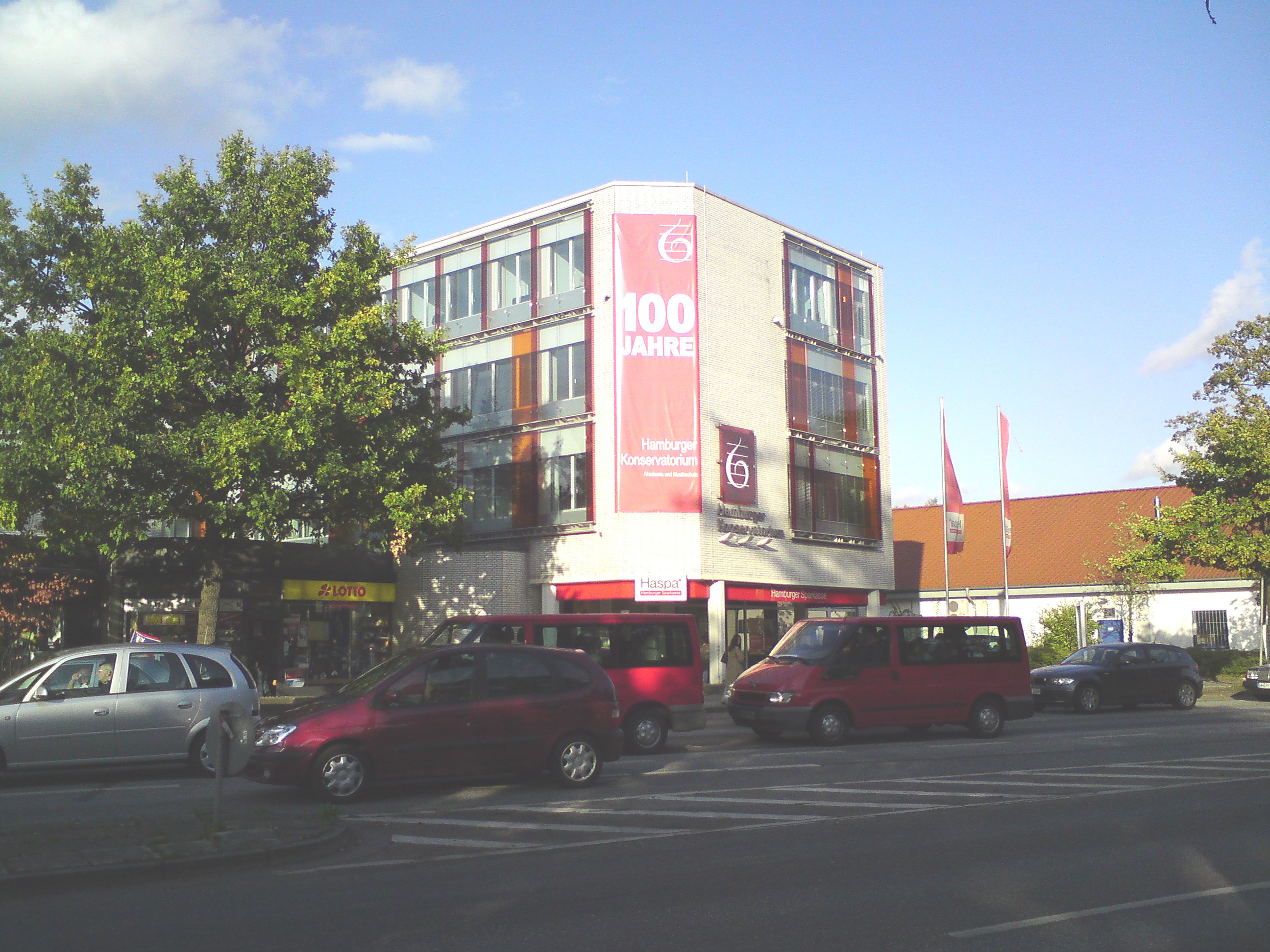
El conservatori

La principal activitat econòmica és agrícola, tot i que ocupa poques persones, i les empreses de serveis de proximitat a l'entorn de l'estació. Queden uns quatre masos, dels quals dos van transformar-se en centres d'equitació, i una empresa de jardineria. La infraestructura de restauració és limitada. El poble té el seu teatre propi i la seu del conservatori d'Hamburg que forma amb els seus més de 1.200 estudiants un important centre de cultura i un dels empleadors més grans de Sülldorf. La majoria de la població activa treballa al polígon industrial de Wedel i a les empreses a altres barris d'Hamburg.

## Llocs d'interès
- El Dòlmen, al carrer Spliethweg
- Els senders rurals per vianants lents (60 km) i cavalls (28 km) al nord del poble
- El parc forestal Marienhöhe amb piscina oberta[6]

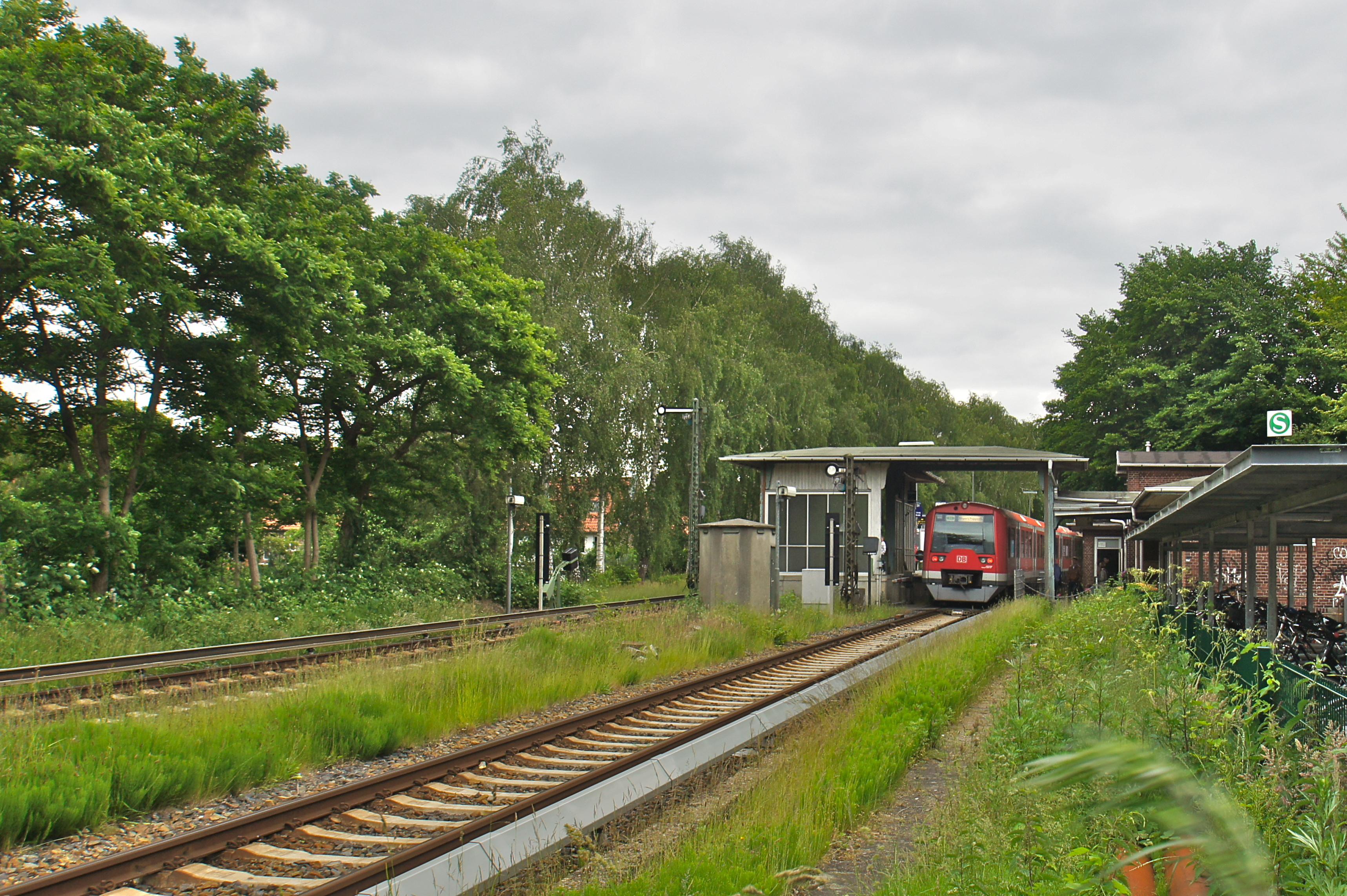
L'estació de la S1
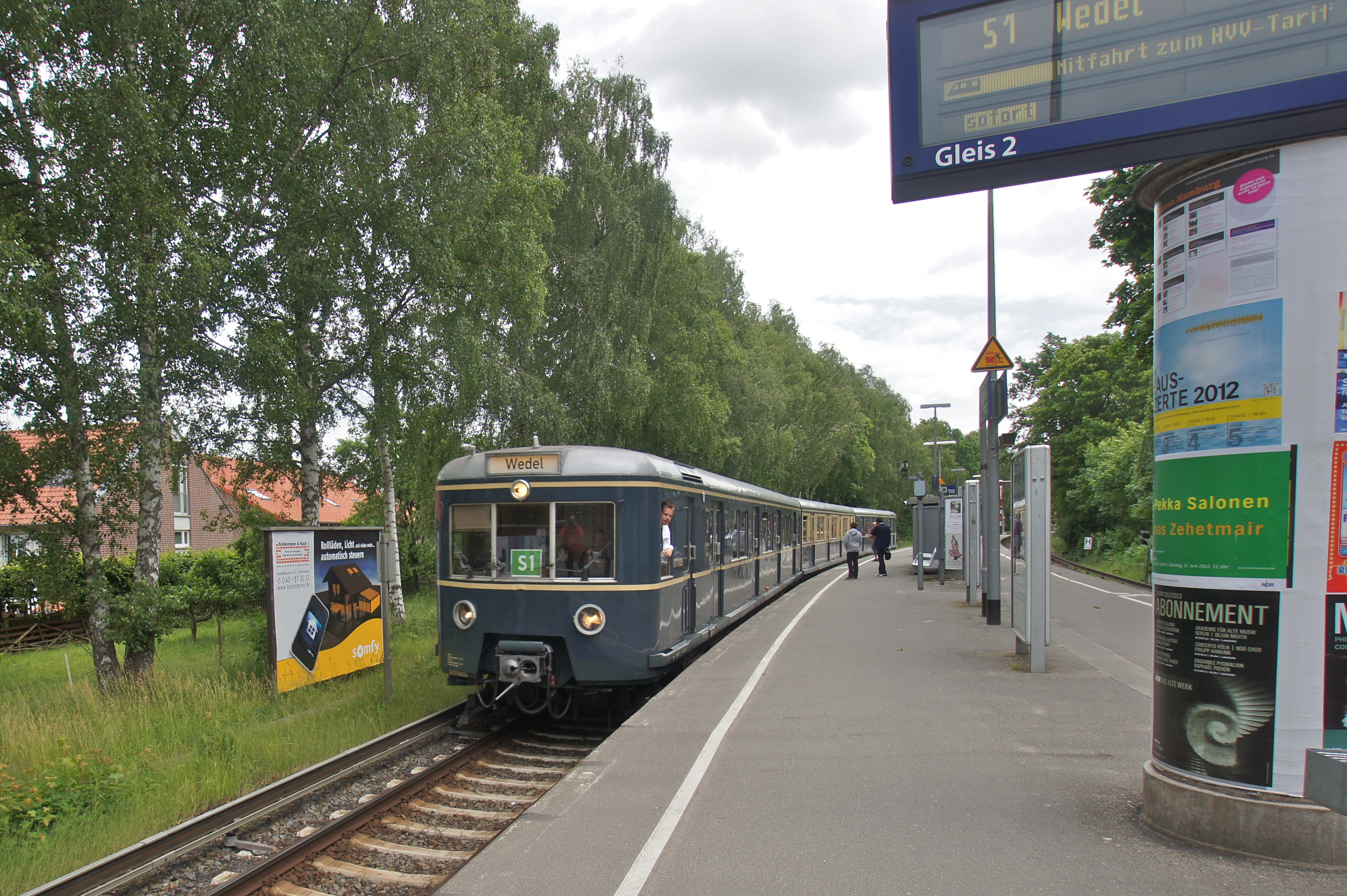
Un tren històric a l'estació
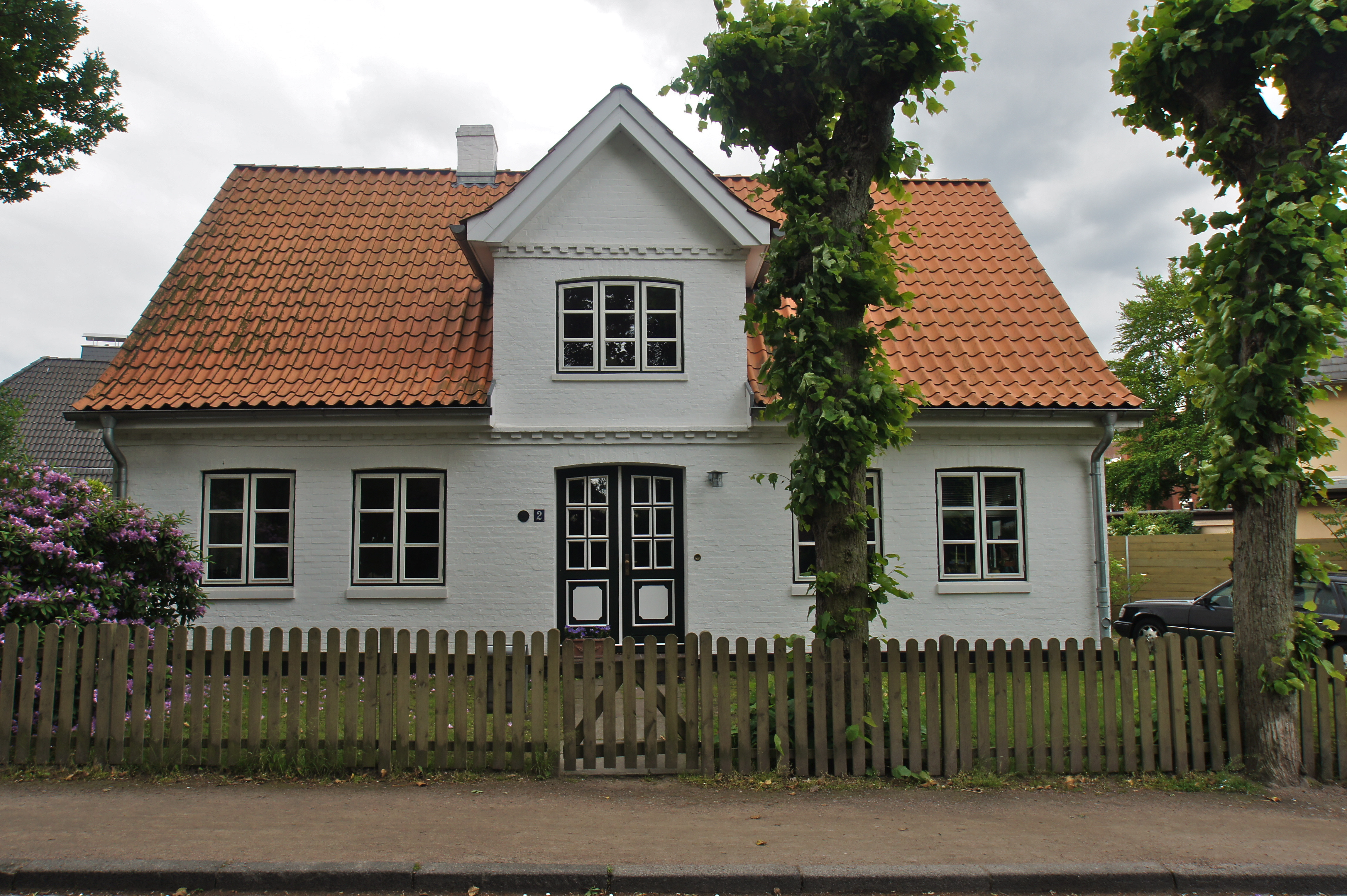
Una vil·la al carrer Süldörper Karkweg
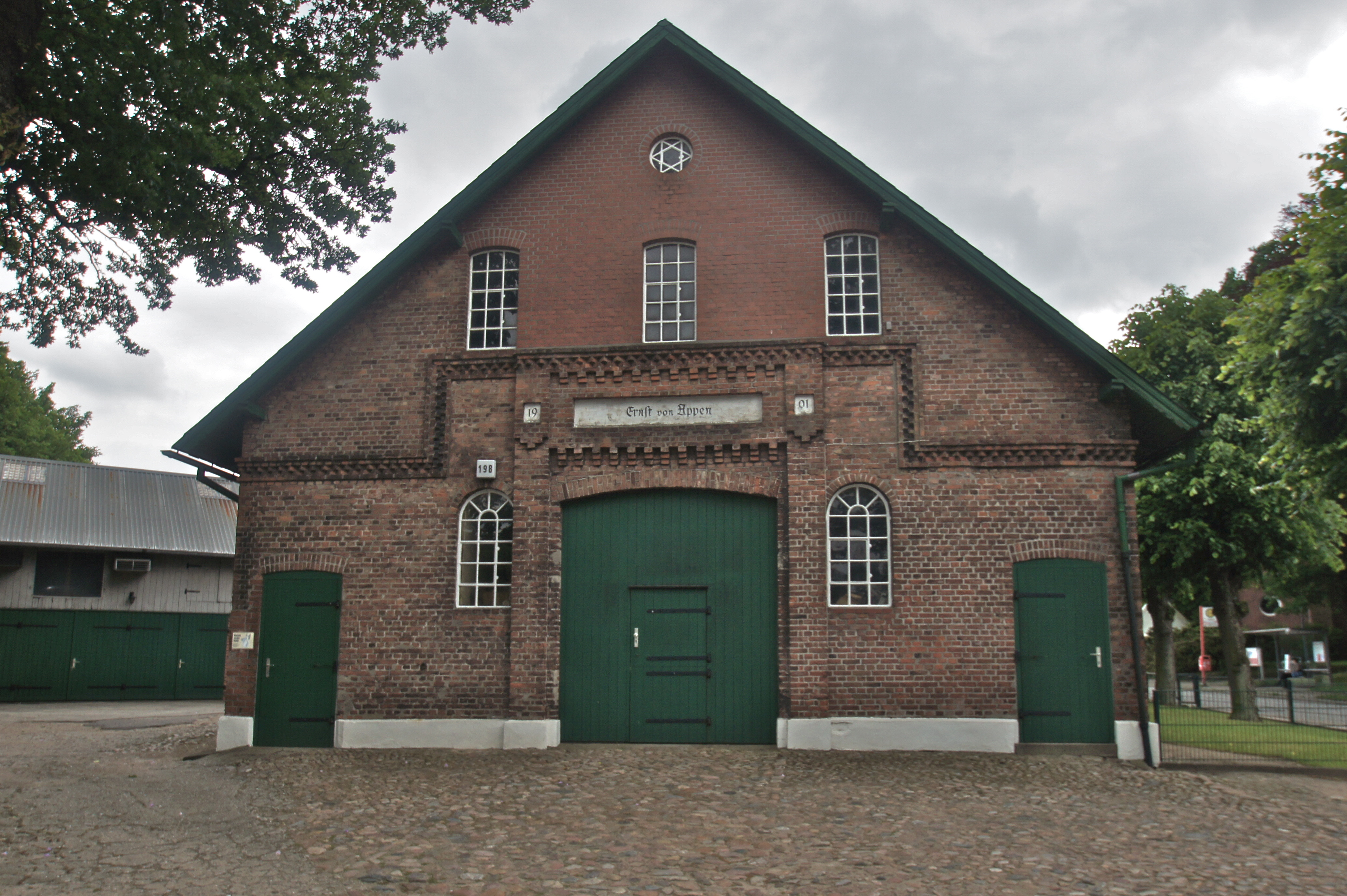
La granja del mas d'Ernst von Appen
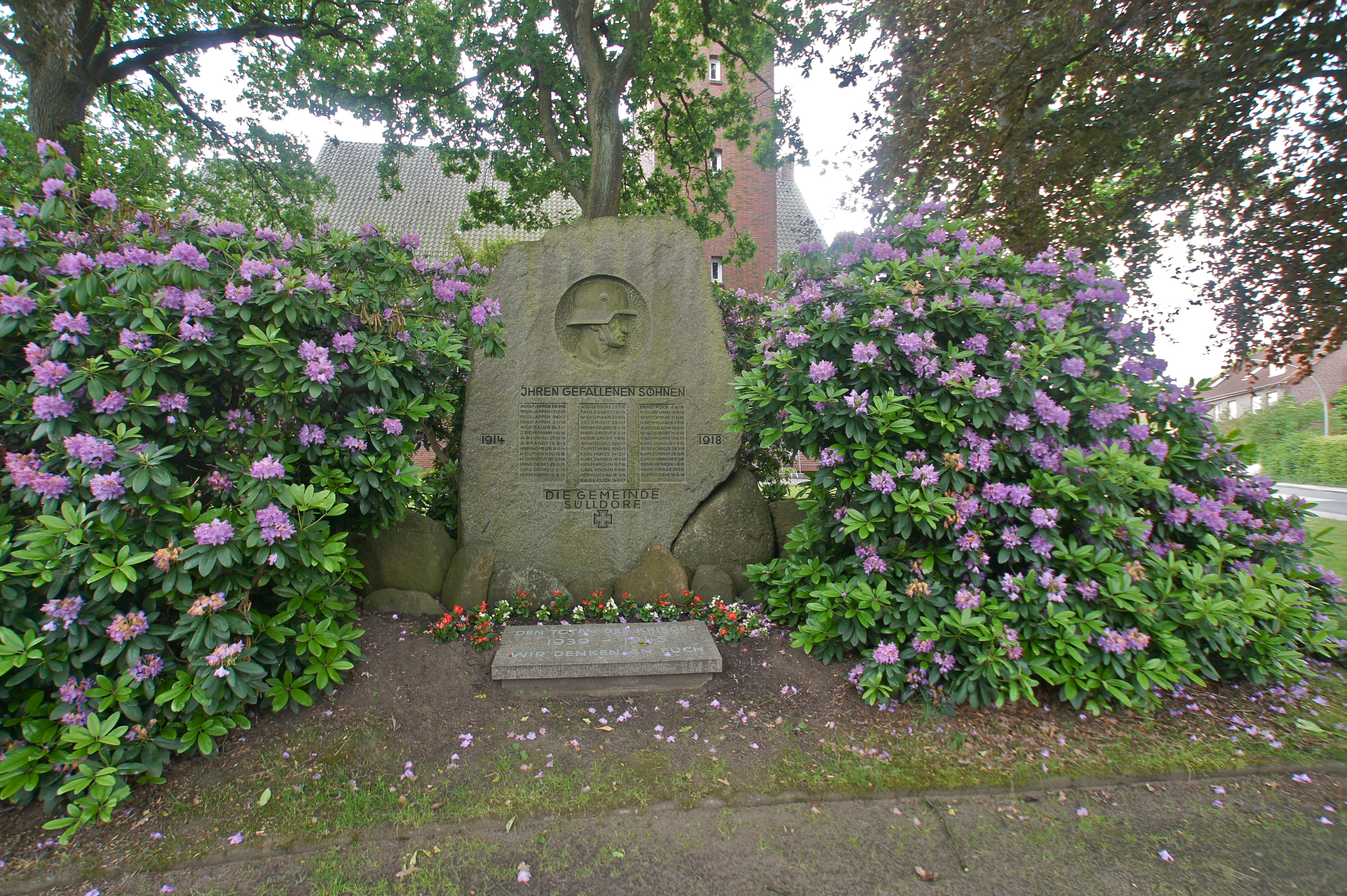
Monument a les víctimes de la Primera Guerra Mundial
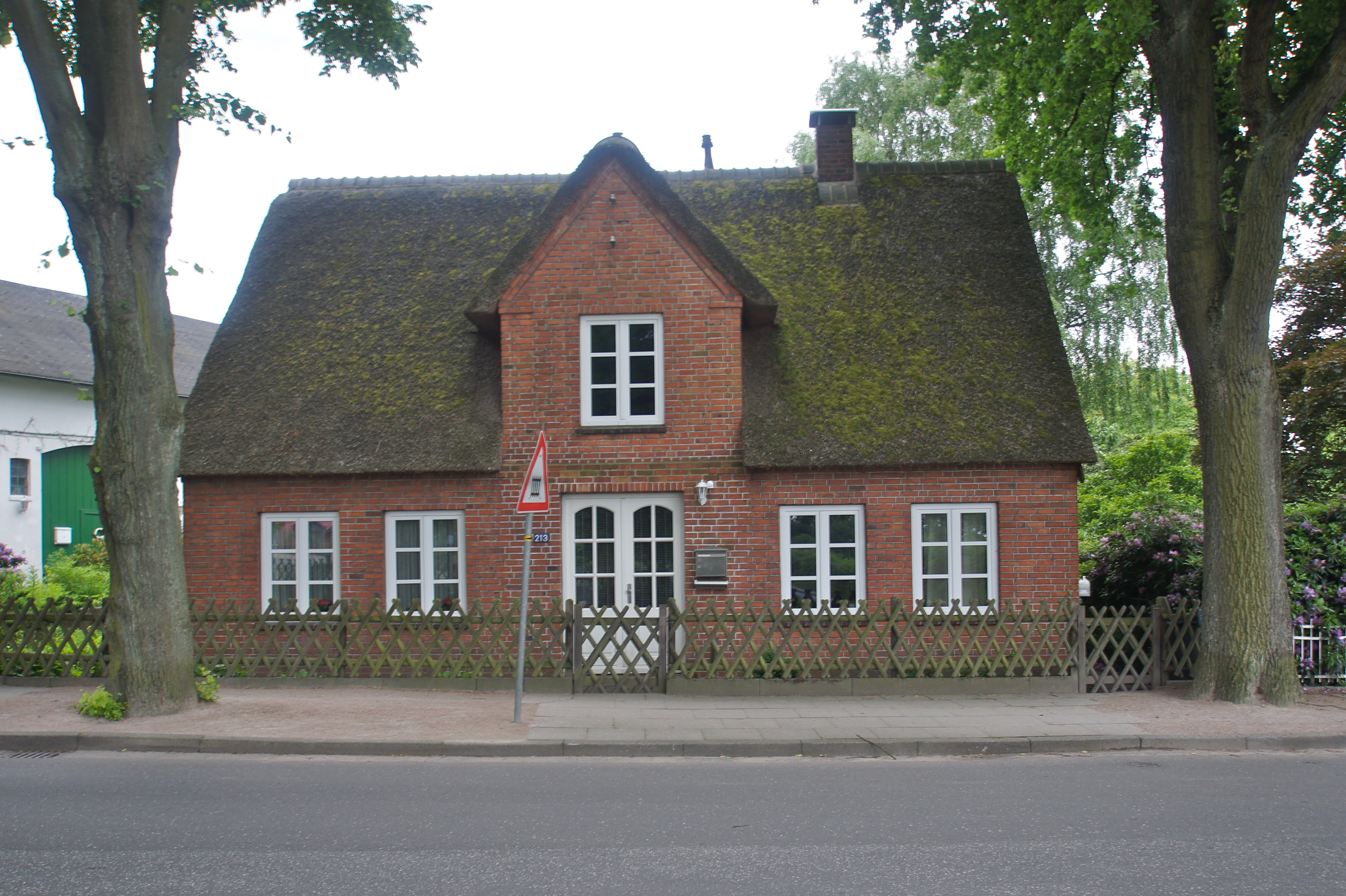
Casa rural amb teulat de vímet al centre històric